# Lilith Lang

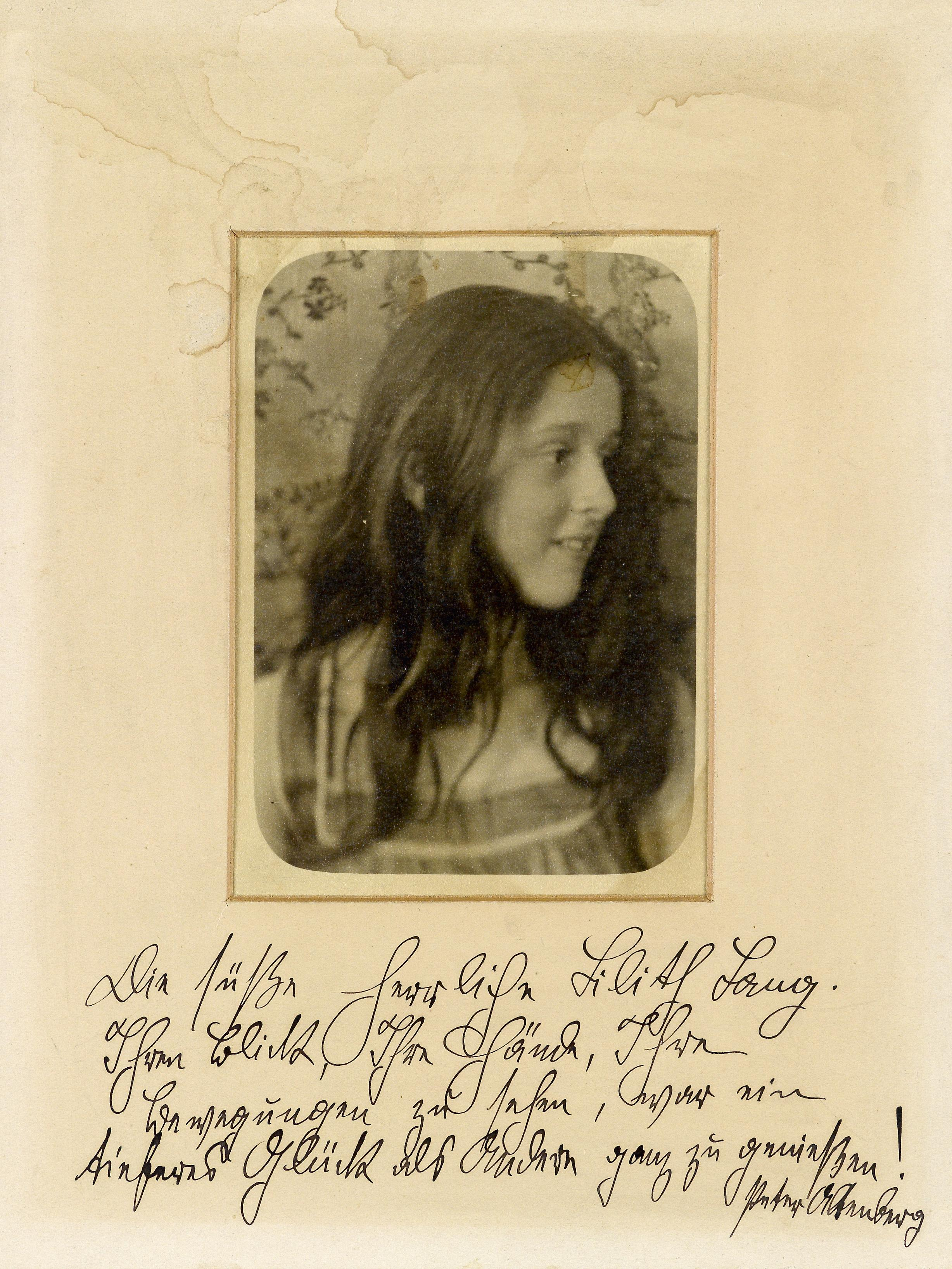
Portraitfoto von Lilith Lang aus dem Besitz von Peter Altenberg

Lilith Ernestine Marie Lang, verheiratete von Förster (* 22. August 1891 in Wien; † 5. September 1952 ebenda) war die Tochter der Frauenrechtlerin Marie Lang, Modell des Künstlers Oskar Kokoschka und Mutter des Wissenschaftlers Heinz von Foerster.

## Leben

### Familie
Lilith Langs Vater war der Rechtsanwalt Edmund Lang (1860–1918), ihre Mutter Marie Lang (1858–1934), Sozialarbeiterin und Frauenrechtsaktivistin. Ihr Bruder Heinz Lang (1885–1904) hatte eine Liebesbeziehung mit Lina Loos und erschoss sich nach dem Erhalt eines Abschiedsbriefes von ihr 19-jährig in England. Der zweite Bruder Erwin Lang (1886–1962) wurde Grafiker und heiratete 1910 die Tänzerin Grete Wiesenthal.
Lilith Lang heiratete am 22. Februar 1911 Emil von Förster (1877–1944), den jüngsten Sohn des Ringstraßenarchitekten Emil von Förster. Mit ihm hatte sie drei Kinder: Heinz (1911–2002), Physiker, Philosoph und Kybernetiker; Erika (* 1918, verh. de Pasquali), Sportreiterin, und Ulrich „Uzzi“ (1930–1995), Klarinettist und Jazzmusiker.

### Ausbildung
Lilith Lang wuchs in Wien auf und besuchte das Lyzeum sowie die Kunstschule für Frauen und Mädchen, anschließend 1907–1910 die Kunstgewerbeschule des k. k. Österreichischen Museums für Kunst und Industrie. Zunächst war sie ordentliche Schülerin der Allgemeinen Abteilung bei Willibald Schulmeister, später besuchte sie als Hospitantin die Fachschule für Zeichnen und Malen bei Bertold Löffler und die Allgemeine Abteilung bei Oskar Strnad. Löffler attestierte ihr zum Jahresabschluss 1909 „gute Begabung“, „aber große Arbeitsunlust … meist durch Kranksein entschuldigt“.

### Modell von Oskar Kokoschka
Über ihren Bruder Erwin, der auch die Kunstgewerbeschule besuchte, lernte sie Oskar Kokoschka kennen. In dessen graphischem Werk des Märchenbuches Die träumenden Knaben, 1908 im Verlag der Wiener Werkstätte erschienen, findet sich das Mädchen Li (Das Mädchen Li und Ich – Siebenter Traum, Farblithographie), das Lilith Lang zum Vorbild hat. Kokoschka hatte ihr auch einen Heiratsantrag gemacht und erinnerte sich noch als alter Mann an sie, da er auf einem 1909 entstandenen Exlibris-Entwurf 1970 vermerkte: „Das Gesicht ist auch hier Lilith, die ich sehr liebte“.
Der Literat Peter Altenberg, der im Salon ihrer Eltern verkehrte, warnte Lilith Lang jedoch vor dem Künstler und riet ihr: „Aber nur in ihrem eigenen Interesse, beschwöre ich Sie, thun Sie mir die Ehre an, einen einzigen Menschen absichtlich zu vermeiden, der Ihrem uns allen theuren Leben schädlich werden könnte! Herrn K. … Suchen Sie sich einen einfach reichen Mann.“
Lilith Lang wirkte 1907 bei einem von Schülern Josef Hoffmanns und Kolo Mosers gestalteten Gartenfest im Weigl’schen Dreherpark bei Schloss Schönbrunn als Tänzerin mit: bei einer Pantomime nach einer Dichtung von Max Mell Die Tänzerin und die Marionette, in der Grete Wiesenthal ihren ersten großen Erfolg feierte. Im Gartentheater der Kunstschau 1908 trat sie in der vom Kunstgewerbeschüler Fritz Zeymer inszenierten Harlekinade Pierrot und Pierrette auf. Möglicherweise für dieses Tanzstück entwarf Oskar Kokoschka einen Rock für Lang, der sich in Familienbesitz erhalten hat. Das schwarz-weiße, expressiv ornamentierte Kleidungsstück, das auch im graphischen Werk Kokoschkas abgebildet ist, wurde bei einer Auktion mit einer Ausfuhrsperre belegt. Er befindet sich heute in der Kostüm- und Modesammlung der Universität für angewandte Kunst. Lilith Lang war außerdem Modell für Aktstudien des Künstlers, es gibt mehrere Bleistiftzeichnungen „nach Lilith Lang“ (1907/1908), die als Vorstudien für Die träumenden Knaben gelten.

### Nachlass
Als verheiratete Frau empfing Lilith Lang in ihrer Dachgeschoßwohnung in der Ditscheinergasse in Wien-Landstraße viele Freunde aus dem Kultur- und Gesellschaftsleben Wiens. Selbst war sie nicht mehr künstlerisch tätig. Ihr Nachlasskonvolut aus Briefen, Karten und Zeichnungen, der sich in Wiener Privatbesitz befindet, wurde aufgrund seiner besonderen historischen und kulturellen Bedeutung unter Denkmalschutz gestellt.